# جورج بيرد (لاعب كرة قاعدة)
جورج بيرد (بالإنجليزية: George Bird)‏ هو لاعب كرة قاعدة أمريكي، ولد في 23 يونيو 1850 في ستيلمان فالي في الولايات المتحدة، وتوفي في 9 نوفمبر 1940 في روكفورد في الولايات المتحدة.